# Nicolás Teté
Nicolás Teté (Villa Mercedes, Provincia de San Luis; 23 de noviembre de 1989) es un director, escritor, productor y guionista argentino. Sus tres largometrajes de ficción, Últimas vacaciones en familia (2013), Ónix (2016) y Todos tenemos un muerto en el placard o un hijo en el closet (2021) están filmados y situados en la provincia de San Luis. En 2018, codirigió con Guillermo Félix el documental La vida sin brillos. 
Como escritor, publicó los libros Plaza Seca y Nada nos puede pasar. Hizo su debut como dramaturgo en 2022 con la obra Las malas influencias.

## Biografía
Teté nació el 23 de noviembre de 1989 en Villa Mercedes, Provincia de San Luis. A los doce años, descubrió su afición por crear historias al tomar clases de teatro en el TIM (Teatro Independiente Mercedes).Luego de terminar sus estudios en la escuela secundaria San Buenaventura, se mudó a Buenos Aires, donde se recibió de licenciado en dirección cinematográfica en la Universidad del Cine.
Teté estrenó su ópera prima en 2013, Últimas vacaciones en familia, sobre las últimas vacaciones de una familia en la Villa de Merlo antes de la separación de los padres.Juan Pablo Russo de escribiendocine la describió como "un colorido fresco provincial sobre ese verdadero trastorno que significa ser adolescente hoy, en donde nunca faltará el humor, la ironía, el drama, la inocencia y por supuesto el despertar sexual."En 2016 publicó su primer libro de cuentos sobre un grupo de niños en un edificio de Villa Mercedes, llamado Plaza Seca.Ese mismo año, estrenó su segundo largometraje, Ónix, sobre una hija adolescente que vuelve con su madre a su ciudad natal de Villa Mercedes después de una tragedia familiar. Nai Awada, la protagonista de la cinta, ganó el premio a mejor actriz protagónica en el Chelsea Film Festival. El estreno nacional se realizó en el Festival Internacional de Cine de Mar del Plata.Matías Orta de A Sala Llena describió a Teté como "el cineasta más personal" de San Luis, agregando que "presenta a [los] jóvenes con autenticidad y frescura, sin caer en poses ni en golpes bajos".
Su primer documental La vida sin brillos, una codirección con Guillermo Félix, se estrenó en el BAFICI en 2017.La película sigue el backstage de la obra teatral Extinguidas de José María Muscari, y a las actrices y ex vedettes de las décadas de 1970 y 1980 que la protagonizan. Adolfo C. Martínez de La Nación comentó que "el film logra su cometido al convertirse en un merecido tributo a esas actrices que, a pesar de todo, aún resplandecen en el imaginario popular."Horacio Bernades de Página/12 dijo que "con gran acierto, Félix & Teté no aspiran a la sofisticación estilística: hacerlo hubiera representado una traición a su tema y protagonistas. La vida sin brillos establece su voluntad de 'detrás de escena' de modo físico y concreto." En 2018, fue productor de la serie de terror Los tremendos, guionada y dirigida por Pablo Vergara. Los diez capítulos de la serie fueron grabados íntegramente en Villa Mercedes.En 2019, fue uno de los ganadores de la Bienal de Arte Joven de Buenos Aires por su cuento "El viaje".
Su cuarto largometraje, Todos tenemos un muerto en el placard o un hijo en el closet, se estrenó comercialmente en 2021. Cuenta la historia de Manuel, un joven que vuelve a su Villa Mercedes natal meses después de salir del clóset con sus padres. Orta destacó que "Teté presenta una apuesta más ambiciosa, que no deja de ser intimista y personal, y con una notable madurez visual y narrativa."Ricardo De Luca de Cine Argentino Hoy dijo que "el realizador conduce con gran destreza el relato, para que el espectador pueda disfrutar de la trama a pesar de la problemática planteada, [enmarcada] aún por la discriminación y el discurso homofóbico."La cinta ganó varios premios, incluyendo el Premio del Público del Pride Queer Film Festival.
Ese mismo año, publicó su segundo libro de cuentos Nada nos puede pasar, editado por Blatt y Ríos, que cuenta historias de adolescentes millennials situadas en los 90 y los 2000.Universo Literario dijo que el libro "propone narraciones sencillas, que van al punto: su lectura es veloz, apta para todo público y evoca esa nostalgia por un pasado que quizás no fue tan bueno, pero que fue nuestro."En 2022 estrenó su primera obra como dramaturgo, Las malas influencias, que cuenta la historia del reencuentro de dos amigas, una escritora y una influencer. Belén Borelli de Bae Negocios destacó que la obra "es muy divertida, dejando en evidencia el guión original y la construcción de los personajes principales. Además, el retrato de ambas centennials atravesadas por la tecnología y las redes sociales demuestran el verdadero signo de los tiempos que corren hoy en día."La siguiente película de Teté, aún sin título, fue grabada en Villa Mercedes en 2023, y está protagonizada por los actores Ezequiel Martínez, Santiago Magariños y Nazarena Rozas.

## Filmografía

### Cine
| Año  | Título                                                       | Director | Productor | Guionista |
| ---- | ------------------------------------------------------------ | -------- | --------- | --------- |
| 2013 | Últimas vacaciones en familia                                | Sí       | Sí        | Sí        |
| 2016 | Ónix                                                         | Sí       | Sí        | Sí        |
| 2018 | La vida sin brillos                                          | Sí       | Sí        | Sí        |
| 2021 | Todos tenemos un muerto en el placard o un hijo en el closet | Sí       | Sí        | Sí        |

### Televisión
| Año  | Título         | Director | Productor | Guionista | Canal          |
| ---- | -------------- | -------- | --------- | --------- | -------------- |
| 2014 | Pijama Party   | No       | No        | Sí        | Disney Channel |
| 2014 | The U-Mix Show | No       | No        | Sí        | Disney Channel |
| 2017 | Sofía          | Sí       | Sí        | Sí        | UN3TV          |
| 2018 | Los tremendos  | No       | Sí        | No        | Flow           |

## Premios y nominaciones
| Año  | Premiación                                   | Nominado por                                                 | Categoría                     | Resultado | Ref.   |
| ---- | -------------------------------------------- | ------------------------------------------------------------ | ----------------------------- | --------- | ------ |
| 2021 | Festival Internacional de Cine LESBIGAYTRANS | Todos tenemos un muerto en el placard o un hijo en el closet | Mejor Largometraje de Ficción | Ganador   | [ 13 ] |
| 2021 | Pride Queer Film Festival                    | Todos tenemos un muerto en el placard o un hijo en el closet | Premio del Público            | Ganador   | [ 13 ] |
| 2021 | Queerscreen and Jock Font leur Cinéma        | Todos tenemos un muerto en el placard o un hijo en el closet | Premio del Público            | Ganador   | [ 13 ] |